# Kürassiere

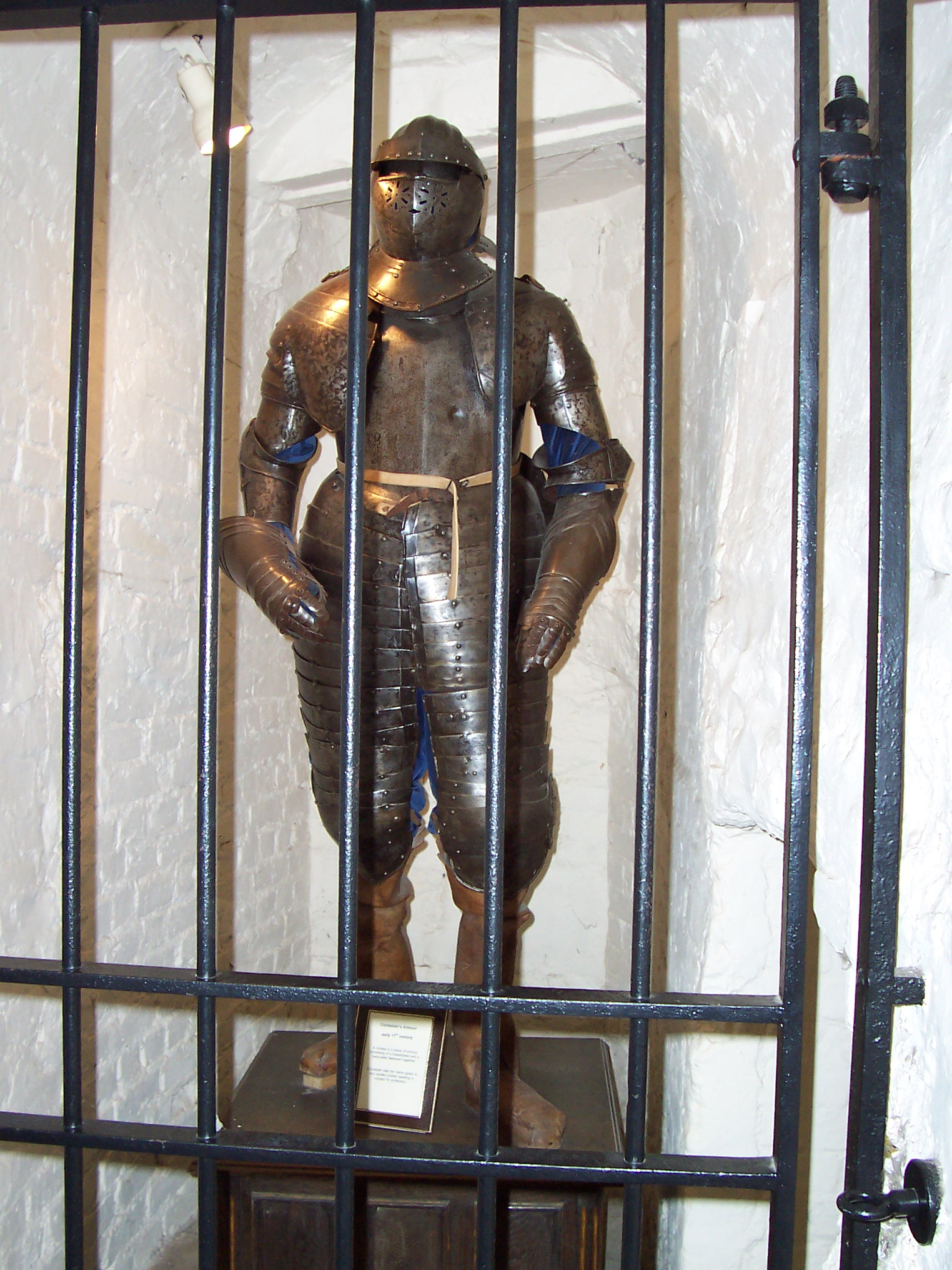
Kürassierharnisch und -stiefel (16. Jh.)

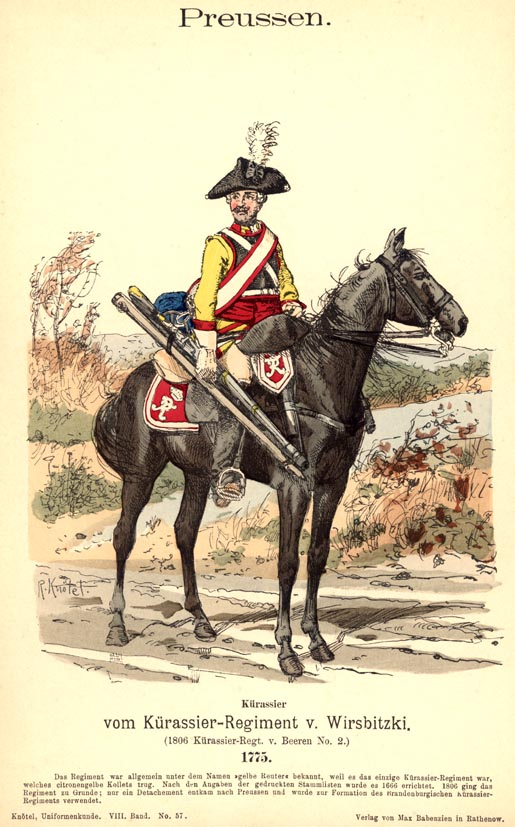
preußisches Kürassier-Rgt. Nr. 2 1775 (Farbtafel von Richard Knötel)

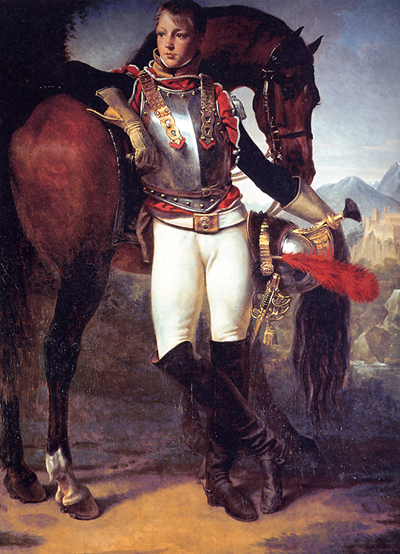
Leutnant Charles Legrand vom französischen 12^{e} régiment de cuirassiers um 1808 (Ölgemälde von Antoine-Jean Gros)

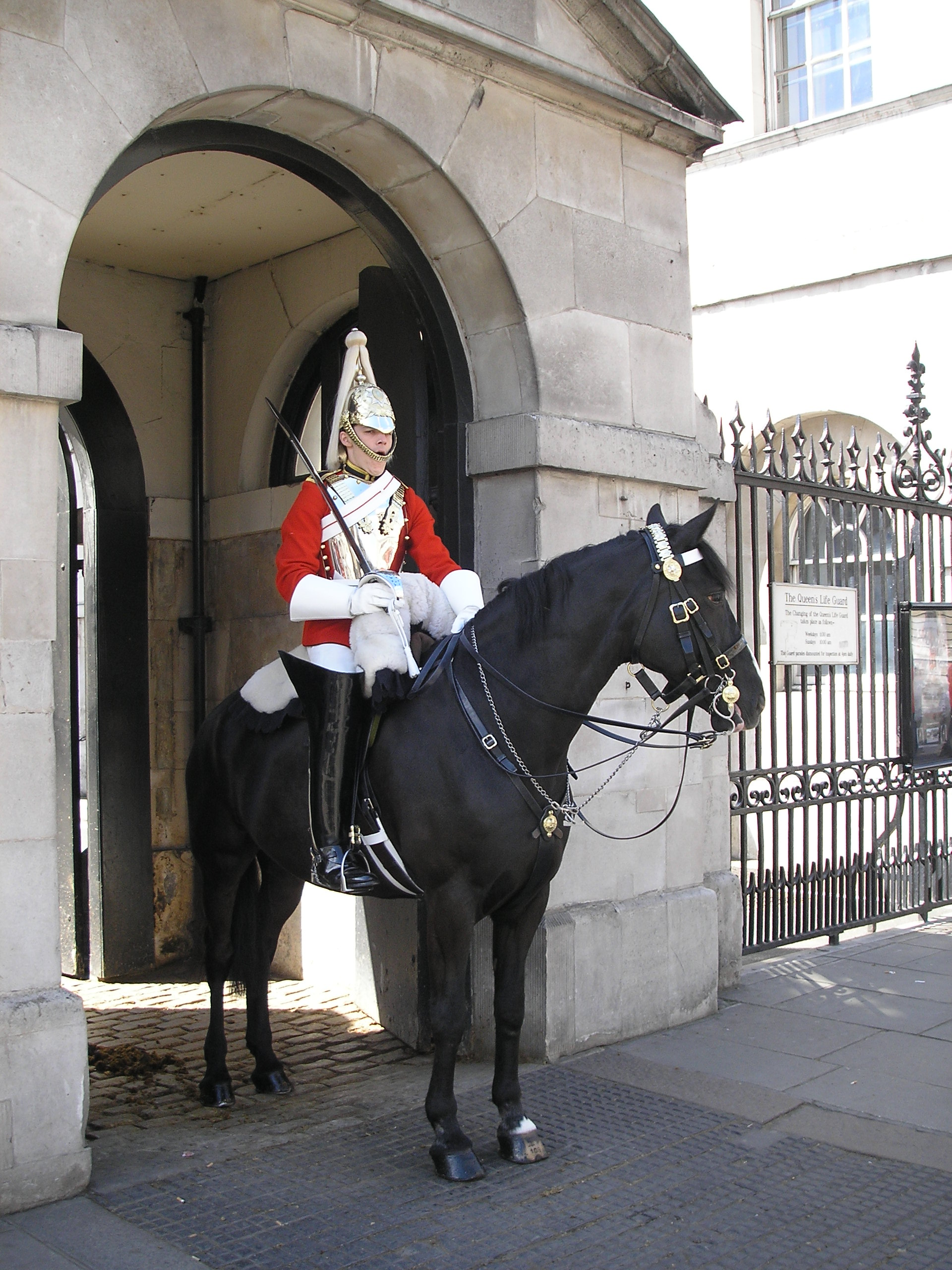
Kürassier der Life Guards vor dem Horse Guards Building, London

Kürassiere (anfangs auch Kürisser genannt, über Cuirassier von französisch cuirasse für „Lederpanzer“, von cuir „Leder“) sind eine mit Kürassen genannten Brustpanzern ausgestattete Truppengattung der schweren Kavallerie. Neben den Lanzierern entstanden sie in der Frühen Neuzeit und bildeten mit diesen als „Schwere Reiter“ das Gegenstück zu den Chevaulegers. Der Begriff Kürass kam im 15. Jahrhundert im deutschen Sprachraum auf und bezeichnete die lederne Panzerung des Oberkörpers. Daraus abgeleitet entstand um 1500 die Bezeichnung Kürisser. Obgleich die Panzerung bald meist aus Metall war und die Panzerung der Arme und zuweilen auch des Rückens entfiel, hielt sich der Begriff. Zu Beginn des 17. Jahrhunderts bestand  die schwere Reiterei nur mehr aus Kürassieren, während die Bezeichnung selbst erst in den Koalitionskriegen allgemein üblich wurde. In einigen europäischen Streitkräften führen manche Regimenter den Begriff aus historischen Gründen im Verbandsnamen oder tragen den Kürass bei zeremoniellen Anlässen noch heute.

## Historische Entwicklung
Die Kürassiere waren das Bindeglied zwischen den gepanzerten Lanzenreitern des Mittelalters und der neuzeitlichen Kavallerie. Die Entstehung dieser Truppengattung wurde durch das Aufkommen von Radschlosspistolen in der schweren Reiterei ausgelöst. Erstmals kämpften mit Pistolen bewaffnete Reiterverbände 1547 in der Schlacht bei Mühlberg. Aus ihnen gingen die Kürassiere hervor. Die Kürassiere trugen bis in das 17. Jahrhundert hinein einen so genannten Trabharnisch, der bis zu den Knien reichte und über einen geschlossenen Helm oder eine Sturmhaube verfügte. Die typische Bewaffnung eines Kürassiers bestand seit dem 16. Jahrhundert aus zwei Pistolen und einem Rapier bzw. Reitschwert oder einem Degen. Gegen die Pikeniere entwickelten die Kürassiere Manöver wie die Caracolla. Vor allem Männer gehobenen Standes bemühten sich um die Aufnahme in eine Kürassier-Einheit, wodurch sie an die ritterlichen Ideale des Mittelalters anknüpfen wollten.
Zu den bekanntesten Kürassierregimentern des Dreißigjährigen Krieges gehörte das des Grafen zu Pappenheim, das als „die Pappenheimer“ sprichwörtlich wurde. Zu dieser Zeit wurde außerdem die alte Standardtaktik Caracolla durch Gustav II. Adolf von Schweden abgeschafft, jetzt feuerten nur die beiden vordersten Glieder, dann ging man zum Nahkampf über. Dadurch ging allmählich auch die Tiefe der Formationen zurück, bereits nach diesem Krieg waren es nur mehr drei Glieder.
Seit der zweiten Hälfte des 17. Jahrhunderts gingen die Kürassiere dazu über, nur noch einen Brust- und Rückenpanzer, den Kürass, und teilweise noch einen offenen Helm, die Zischägge zu tragen. Letztere musste um 1700 endgültig dem Hut (Dreispitz) mit Hutkreuz, einem eisernen Bandkreuz, das zum Schutz gegen Hiebe über oder unter dem Kopfteil des Hutes getragen wurde, weichen. Zu dieser Zeit und dann im 18. Jahrhundert waren die Kürassiere typischerweise mit zwei Pistolen, einem Karabiner und dem Pallasch bewaffnet. In den Türkenkriegen war zum Teil Salvenfeuer üblich, bei Kriegen unter westlichen Staaten regierte der Nahkampf – auch wenn man noch sehr häufig zuvor sämtliche Feuerwaffen abfeuerte. Spätestens seit der Mitte des 18. Jahrhunderts wurde der Angriff im Galopp mit dem Pallasch zur wichtigsten Kampfform, die Feuerwaffen wurden nebensächlich, einige Staaten schafften später – zumindest vorübergehend – den Karabiner ab. Die ein bis zwei Pistolen dienten jetzt in erster Linie zum Alarm schlagen, gelegentlich wurden sie auch im unkontrollierten Handgemenge eingesetzt.
Am Ende des 18. Jahrhunderts trugen die schweren Kavalleristen vieler Staaten überhaupt keinen Kürass (oder nur noch den Brustpanzer) und kein Hutkreuz mehr. Doch Napoleon vermehrte die Zahl seiner Kürassier-Regimenter von einem auf vierzehn, die allesamt den Vollkürass und einen Metallhelm mit Rosshaarschweif erhielten. Zudem rüstete er 1810 die Elite seiner schweren Linien-Kavallerie, die beiden Karabiniers-Regimenter (bis dahin wie Grenadiere zu Pferd ausgestattet) mit Kürass und Helm aus. Die Kürassiere waren die Kavallerie des Ersten Kaiserreichs schlechthin und führten in zahlreichen Schlachten den entscheidenden Stoß in die Reihen des Gegners. Freund und Feind folgten dem französischen Beispiel, Österreich aber blieb beim Halbkürass.
Obwohl die Brustpanzer nur jenseits einer Entfernung von etwa 70 Metern noch vor Gewehrschüssen schützten, ritten die französischen Kürassiere Frontalangriffe gegen Infanterieformationen, wobei sie oft schwerste Verluste hinnehmen mussten. In der Schlacht bei Waterloo waren die Angriffswellen der französischen Kürassiere gegen die britischen Infanterie-Karrees letztlich ohne Erfolg, und viele Kürassiere fanden den Tod. In einigen europäischen Staaten, insbesondere in Frankreich, wirkte die Romantisierung der napoleonischen Kriege dennoch so sehr nach, dass die Kürassiere bis 1914 das Rückgrat der Reiterei blieben und auch ihr Erscheinungsbild nur unwesentlich dem Zeitgeschmack anpassten. So attackierte zum Beispiel 1870 in der Schlacht bei Wörth eine französische Kürassierbrigade deutsche Infanterie und wurde vollkommen aufgerieben. Zehn Tage später war es umgekehrt, als die deutsche schwere Kavallerie während des sog. Todesritts der Brigade Bredow in der Schlacht bei Mars-la-Tour schwere Verluste erlitt.
Österreich-Ungarn hatte aus seiner Niederlage im Deutsch-Deutschen Krieg andere Schlüsse gezogen und seine Kürassier-Regimenter 1868 in Dragoner umgewandelt. In England war der Kürass bereits zu Anfang des 18. Jahrhunderts ausgemustert worden. Der 1821 bei der Household Cavalry wieder eingeführte Vollkürass (Brust- und Rückenpanzer) ist rein zeremoniellen Anlässen vorbehalten; zum Kriegseinsatz kam er nie.
Im Stellungskrieg 1914–1918 wichen Rosshaarhelm bzw. Pickelhaube und Brustpanzer bald Stahlhelm und Tarnfarben. Aber auch heute noch führen einige Panzer-Regimenter wie das 12e régiment de cuirassiers  aus Traditionsgründen als letztes Regiment diese Gattungsbezeichnung.

## Bedeutende Kürassier-Einheiten
- Life Guards (Großbritannien)
- Garde-Kürassier-Regiment (Preußen)
- Regiment der Gardes du Corps (Preußen)
- Corazzieri (Italien)
- Régiment de carabiniers de la Garde impériale (Frankreich)
- Chevaliergarde (Russland)